# Not the Actual Events
Not the Actual Events – minialbum amerykańskiego zespołu industrialnego Nine Inch Nails wydany 23 grudnia 2016 roku.
Jest to pierwsze wydawnictwo zespołu od czasu albumu Hesitation Marks. Promocja EP-ki rozpoczęła się 16 grudnia 2016. Jak mówi sam Trent Reznor, ma to być nagranie nieprzyjazne i dość odpychające, gdyż taką potrzebę mieli jego twórcy. Wraz z ogłoszeniem daty wydania EP-ki, stałym i oficjalnym (pierwszym po założycielu, Trencie Reznorze) członkiem zespołu stał się Atticus Ross, wieloletni współpracownik i przyjaciel Reznora.

## Spis utworów
1. „Branches/Bones” – 1:47
2. „Dear World,” – 4:07
3. „She′s Gone Away” – 6:00
4. „The Idea of You” – 3:27
5. „Burning Bright (Field on Fire)” – 5:50